# وزارة النقل والبنية التحتية (تركيا)
وزارة النقل والبنية التحتية (بالتركية: Ulaştırma ve Altyapı Bakanlığı) مكتب وزاري حكومي في تركيا، ومسؤل عن خدمات النقل والمعلومات والاتصالات في تركيا. مقرها الرئيسي في أنقرة. الوزير الحالي هو عادل قريسميل أوغلو، في منصبه منذ مارس 2020.